# Eva Gore-Booth
Eva Gore-Booth (Sligo, 22 de maio de 1870 - Hampstead, 30 de junho de 1926) foi uma poeta, sindicalista e sufragista feminista irlandesa. Uma lutadora pacifista dos direitos das mulheres ao trabalho e na política. Foi fundadora, junto com sua companheira Esther Roper, da revista Urania, que abordava questões feministas, uniões entre pessoas do mesmo sexo e sobre gênero não fixo.

## Biografia
Gore-Booth nasceu em 22 de maio de 1870, em Lissadell House, no Condado de Sligo. Filha de Georgina Mary e Sir Henry Gore-Booth, e irmã de Constance Markievicz e mais 3 irmãos. Estudou latim, grego, literatura inglesa, francesa e alemã. Criada em uma proeminente família latifundiária da Irlanda, foi apresentada à corte da rainha Vitória, em 1887, mas não aderiu ao estilo de vida aristocrático. Em 1893, trabalhou na Associação de Governo Local e Sufrágio das Mulheres Irlandesas, junto com suas irmãs. Convocou, em dezembro de 1896, a primeira reunião sufragista feminino de Sligo. A mídia ridicularizou a reunião na época, mesmo assim, Gore-Booth não desistiu de apoiar a causa do sufrágio.
Em 1897 se mudou para Manchester, para morar com sua companheira Esther Roper, uma ativista e sufragista que conheceu durante uma viagem pela Itália, em 1896, quando se hospedou na casa de George MacDonald. Trabalharam juntas no Comitê Representativo das Mulheres Têxteis e Outros Trabalhadores. E Gore-Booth se tornou co-secretária do Conselho Sindical das Mulheres de Manchester e Salford, no ano de 1900. Em 1903, se mudaram para Hampstead, em Londres. Fundaram a revista Urania, em 1916, que abordava questões feministas, sobre uniões entre pessoas do mesmo sexo e sobre gênero não fixo.
Seu primeiro poema publicado foi na Longman's Magazine, publicou seu primeiro livro, Poems, em 1898. E escreveu para o New Irish Review, Irish Homestead, The Savoy e The Yellow Book.

Faleceu em 30 de junho de 1926, devido a um câncer. E foi enterrada no cemitério da Igreja de São João de Hampstead. Onde, posteriormente, sua companheira foi enterrada também.